# Wylizana

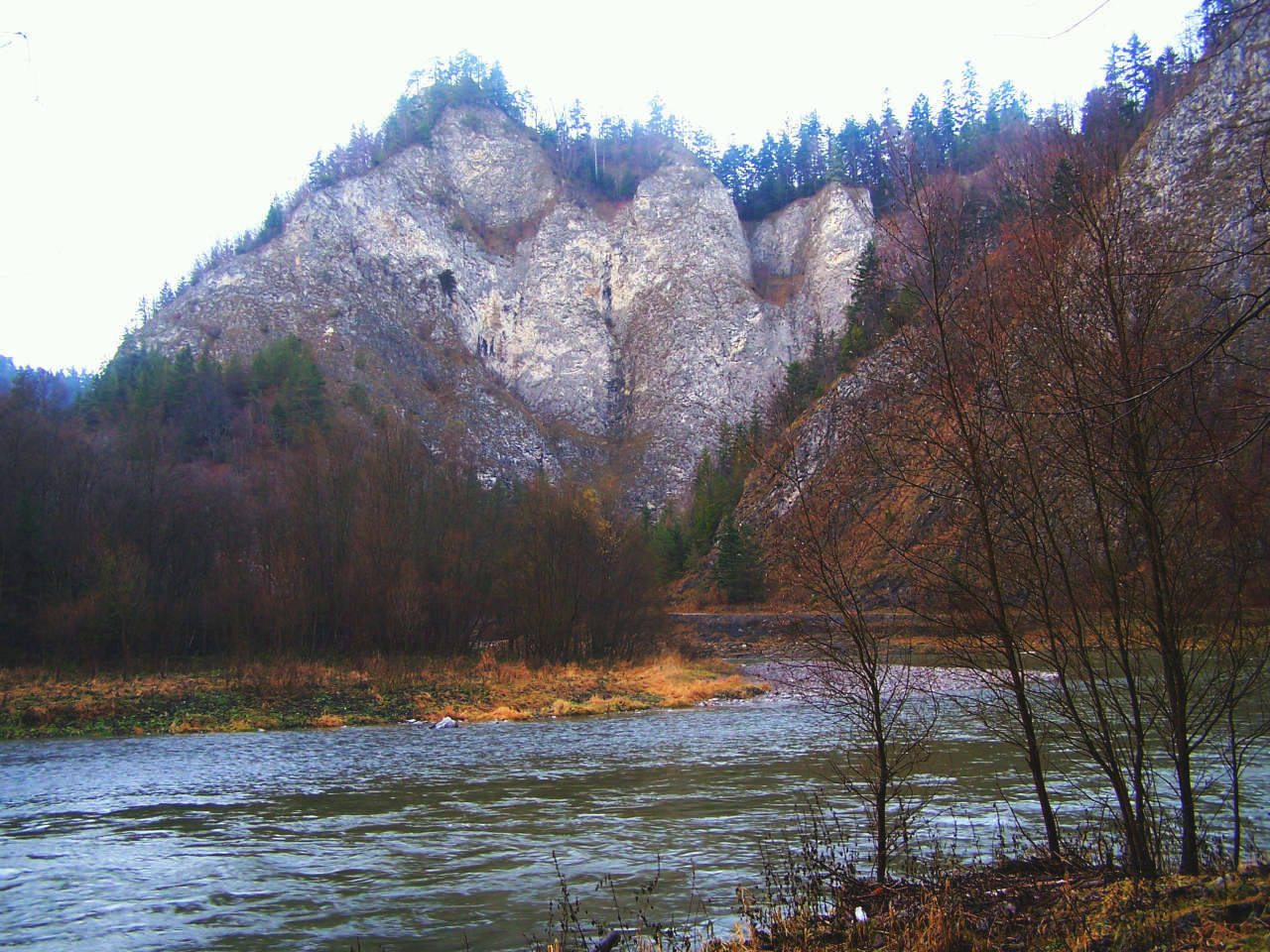
Wylizana – widok z Drogi Pienińskiej

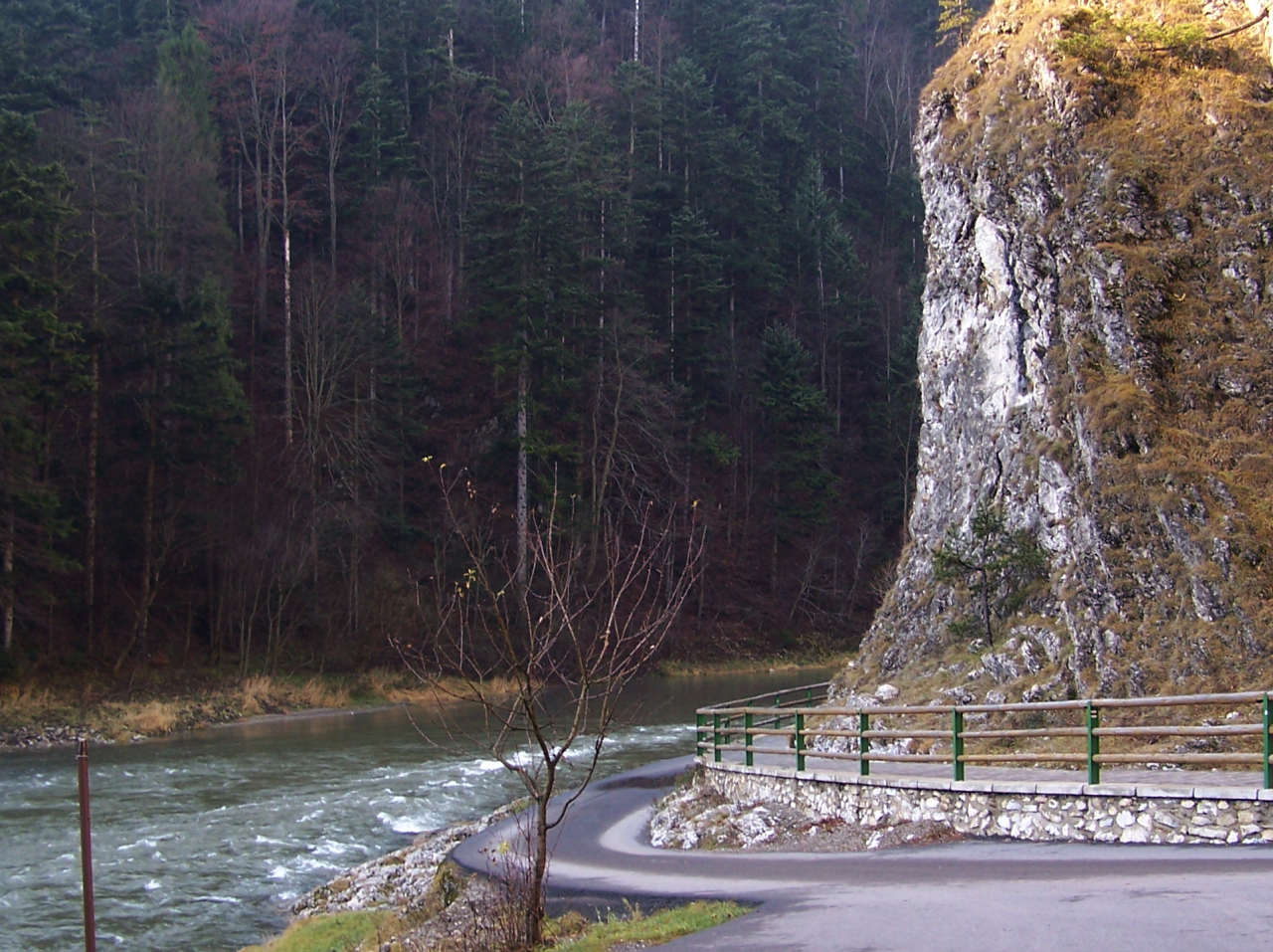
Dunajec, Wylizana i skrzyżowanie dróg pod Wylizaną

Wylizana (słow. Vylízaná) – skała w Pieninach u ujścia Leśnickiego Potoku do Dunajca. Stanowi ona część grani Bystrzyka i prawe obramowanie Przełomu Leśnickiego Potoku (lewe stanowi Sama Jedna). Znajduje się w słowackim Pienińskim Parku Narodowym.
Wylizana ma wysokość 571 m n.p.m., ponad dno Leśnickiego Potoku wznosi się na wysokość do 130 m bardzo stromą ścianą, jedną z bardziej efektownych ścian skalnych w Pieninach. Budują je masywne, jasnoszare wapienie z przełomu kredy i jury, które wietrzejąc w warstwach powierzchniowych przyjmują prawie białą barwę. Znajduje się na niej kilka nieckowatych wgłębień wymytych przez wodę (w góralskiej gwarze są to wylizania i stąd pochodzi nazwa skały), a także kilka garbów, tzw. Czubów. Na skale występują rzadkie gatunki naskalnych roślin wapieniolubnych, m.in. skalnica gronkowa, goździk postrzępiony wczesny oraz jedno z 8 tylko w Polsce stanowisk jałowca sabińskiego. Przed II wojną światową przez szczyt Wylizanej prowadził szlak turystyczny. Północne stoki Wylizanej porośnięte są lasem.
Przy Dunajcu, u podnóża Wylizanej znajduje się skrzyżowanie Drogi Pienińskiej ze Szczawnicy do Czerwonego Klasztoru, oraz drogi do Leśnicy prowadzącej wzdłuż ścian Wylizanej i koryta Leśnickiego Potoku. Dla pieszych przejście oddzielone od wąskiej szosy barierką. Dla samochodów zakaz wjazdu na obydwie te drogi (drogą do Leśnicy jeżdżą głównie samochody przewożące tratwy ze słowackiego spływu Dunajcem oraz dorożki konne i rowerzyści).

## Szlaki turystyki pieszej
– niebieski od Drogi Pienińskiej, wzdłuż potoku przez Leśnicę i przełęcz Limierz (słow. Targov) do Czerwonego Klasztoru.